# ARIA (暗号)
ARIAは2003年に韓国の国家保安技術研究所により開発され、2004年に韓国知識経済部技術標準院 (KATS) にて標準暗号として選定されたブロック暗号である。
アルゴリズムはAESを元にしたSPN構造を利用しており、入出力はAESと同様にブロック長128ビット、鍵長が128ビット、192ビット、あるいは256ビットである。ラウンド数は鍵長により各々12段、14段、16段である。ARIAは2つの8x8ビットSボックスをもち、交互のラウンドでそれを逆にする。また、そのうち一つはAESのSボックスである。
鍵スケジュールは鍵を、1/πの2進展開を"Nothing up my sleeve number"のソースとした3ラウンドの256ビットFeistel構造にて生成する。

## 標準化
- 韓国知識経済部技術標準院（英語版）
  - KS X 1213:2004
- IETF
  - アルゴリズム
    - RFC 5794: A Description of the ARIA Encryption Algorithm

  - TLS/SSL
    - RFC 6209: Addition of the ARIA Cipher Suites to Transport Layer Security (TLS)

## 引用
- A. Biryukov, C. De Cannière, J. Lano, B. Preneel, S. B. Örs (January 7, 2004) (PostScript). Security and Performance Analysis of ARIA. Version 1.2—Final Report. ルーヴェン・カトリック大学 2007年3月2日閲覧。.
- Wenling Wu, Wentao Zhang, and Dengguo Feng (2006) (PDF). Impossible Differential Cryptanalysis of ARIA and Camellia 2007年1月19日閲覧。.
- Xuehai Tang, Bing Sun, Ruilin Li, Chao Li (March 30, 2010) (PDF). A Meet-in-the-Middle Attack on ARIA 2010年4月24日閲覧。.